# Basílica de la Visitación (Wambierzyce)
La Basílica de la Visitación de la Santísima Virgen María, Santuario de la Reina de las Familias de Wambierzyce, Patrona de la Tierra de Kłodzko (polaco: Sankturarium Wambierzyckiej Królowej Rodzin, alemán: Wallfahrtskirche Albendorf): basílica barroca situada en Wambierzyce, cerca de Radków, en el distrito de Kłodzko. Fue construida en los años 1715-1723. En el año 1936 el papa Pío XI le concedió el título de basílica menor. Se registró como monumento el 2 de enero de 1950.

## Historia

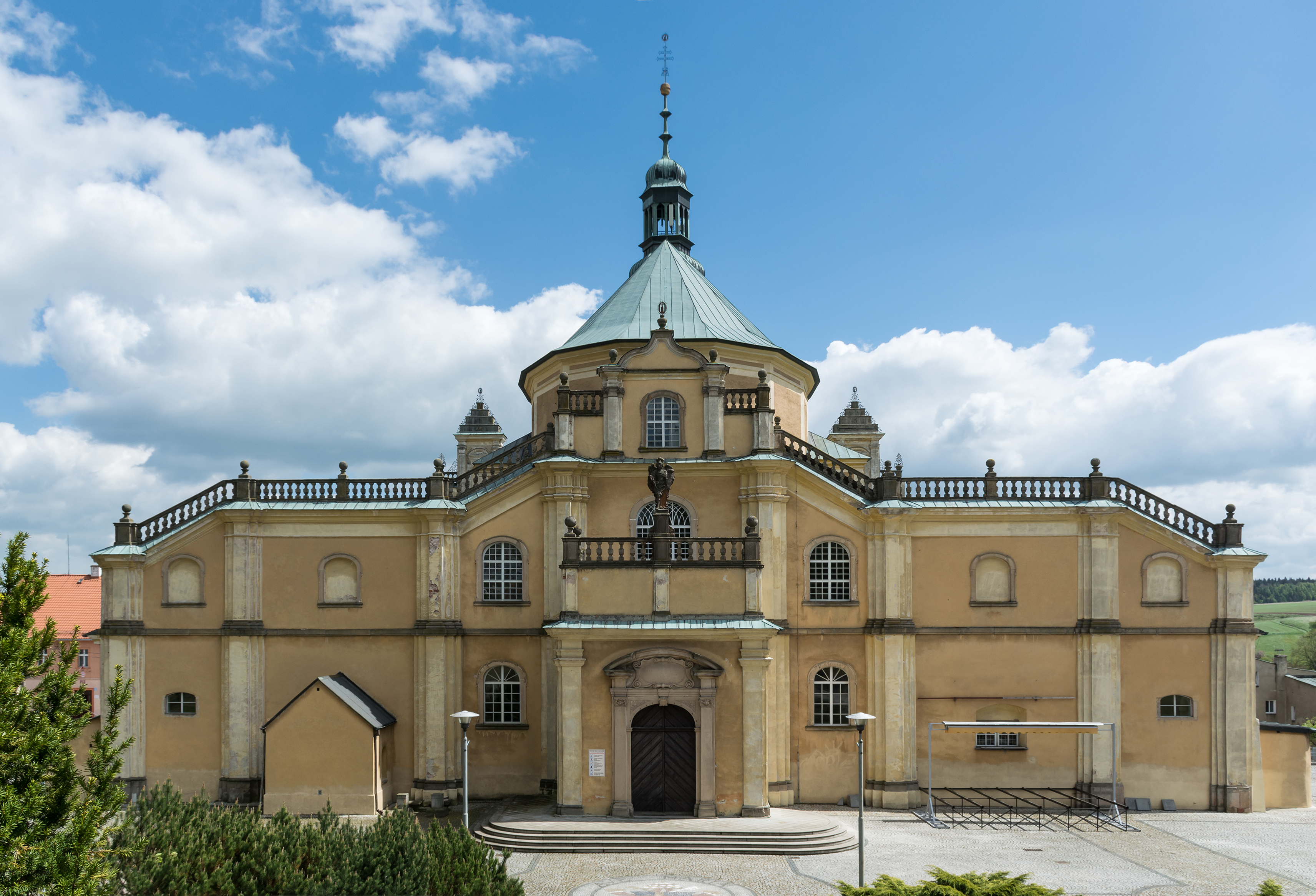
Vista desde el oeste

La actual basílica se levanta sobre una colina en la que en el siglo XII se colocó una estatua de la Virgen María en un nicho de un alto árbol. Según las crónicas, en 1218 el ciego Juan de Raszewo recuperó la vista en el lugar. Tras este acontecimiento, muchos peregrinos comenzaron a viajar a Wambierzyce. Pronto se erigió un altar bajo el árbol con la estatua, y, a los lados, un candelabro y una pila bautismal. En 1263 se construyó una iglesia de madera en la colina.
En el año 1512 Ludwig von Panwitz erigió un templo más grande construido de ladrillo. Sin embargo, se arruinó durante la Guerra de los Treinta Años. En los años 1695-1711 se construyó una nueva iglesia por orden de Daniel von Osterberg, pero pronto empezó a desmoronarse y fue demolida en 1714. Entre los años 1715 y 1723 fue construida otra iglesia por el conde Franz Antoni von Goetzen, que se ha conservado hasta hoy en día.
En 1936, el papa Pío XI le otorgó el título de basílica menor. El 17 de agosto de 1980, el cardenal Stefan Wyszyński coronó la estatua de la Virgen dándole el título de Reina de las Familias de Wambierzyce.
Desde el 25 de junio de 2007, los franciscanos de la Provincia de Santa Jadwiga de la Orden de los Frailes Menores (polaco: Prowincja św. Jadwigi Zakonu Braci Mniejszych) prestan servicio en Wambierzyce. El primer custodio franciscano fue el padre Damian Franciszek Stachowicz OFM, y desde el 6 de julio de 2009 esta función la desempeña el padre Albert Ireneusz Krzywański OFM.

## Equipamiento

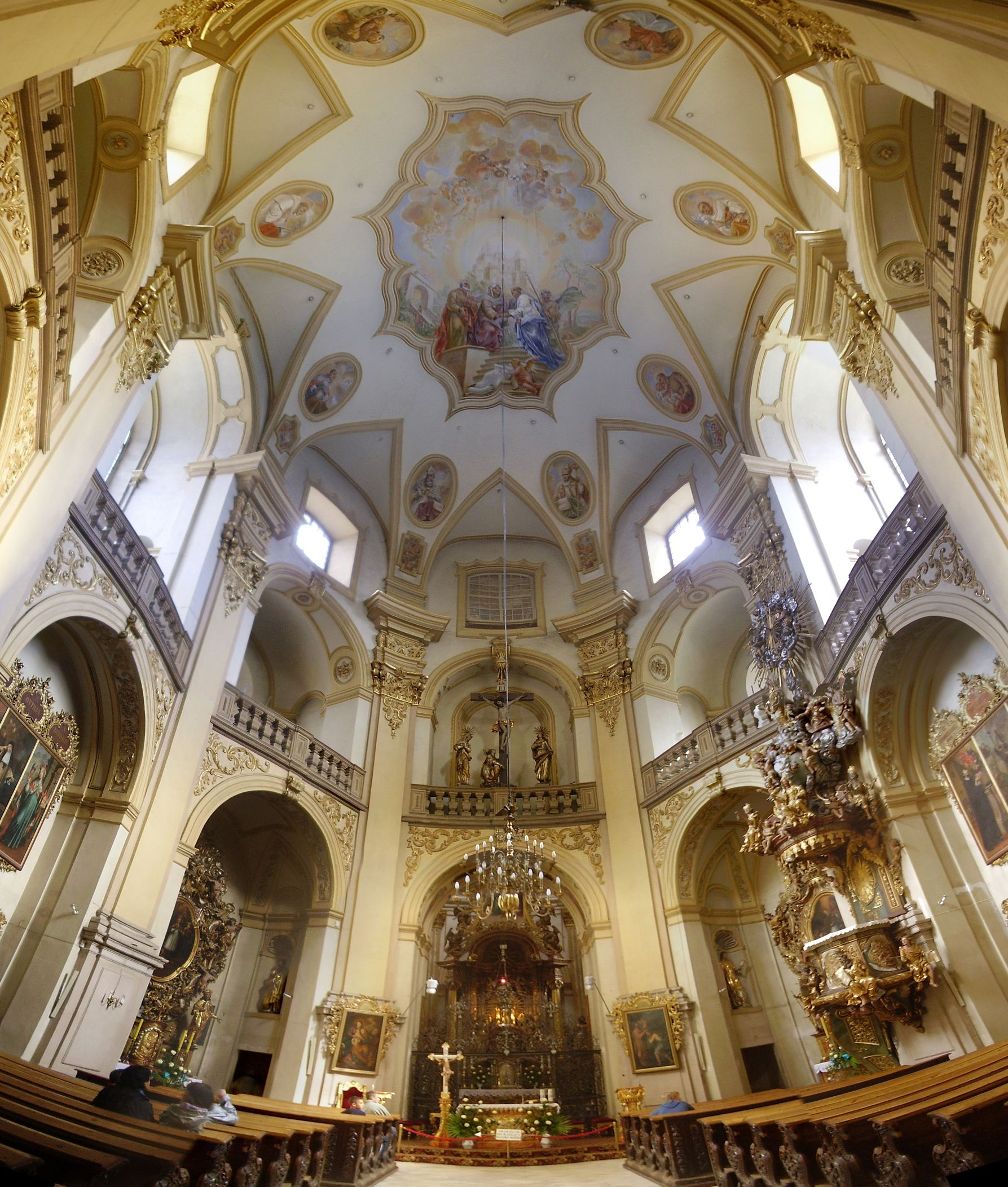
Interior de la basílica

El coro está separado de la nave por una reja. El altar principal es una obra de Karl Sebastian Flacker. En el centro hay una escultura de la Virgen con el Niño, adorada por dos ángeles. La estatua de madera de tilo tiene 28 cm. Proviene de finales del siglo XIV.
En la nave del lado sur hay un púlpito barroco, obra de Karl Sebastian Flacker del año 1723. Es una ilustración del himno del Magníficat. El púlpito está coronado con la figura del Espíritu Santo, debajo de él está Madonna rodeada de ángeles. En el dosel se sientan las personificaciones de los continentes: América, Europa, Asia y África. En el cuerpo hay esculturas de los cuatro evangelistas. En los nichos del presbiterio hay altares del siglo XIX. En el lado este hay altares de San Juan Nepomuceno, San Valentín, Santa Ana, San José y San Antonio. Sobre la puerta, en la pared norte, hay pinturas de Santa Jadwiga de Silesia, Santa Otilia y Santa Apolonia, y en la pared norte hay pinturas de San Juan Sarkander, San Francisco Javier y San Carlos Borromeo.